# Lawinensonde

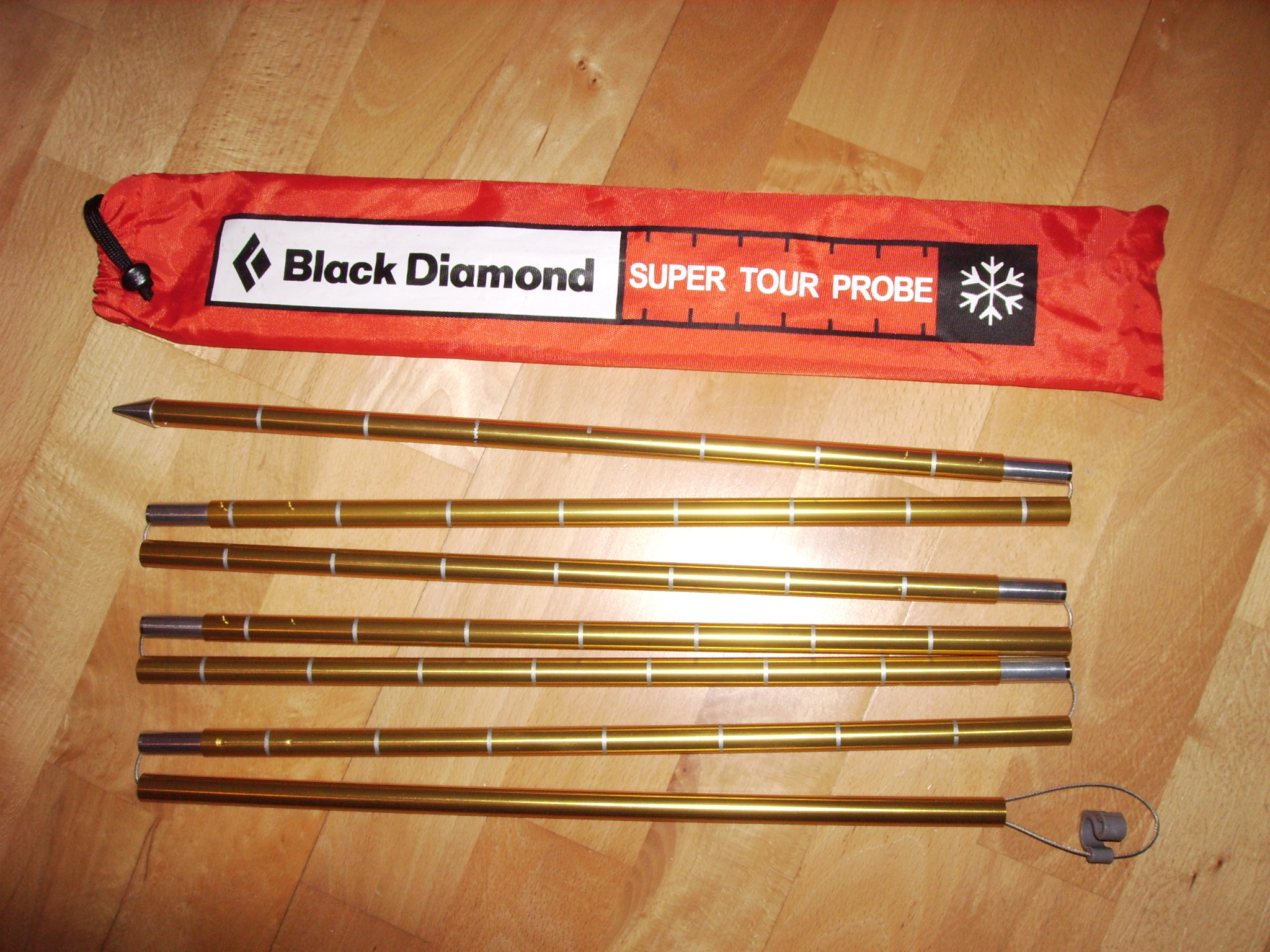
Lawinensonde

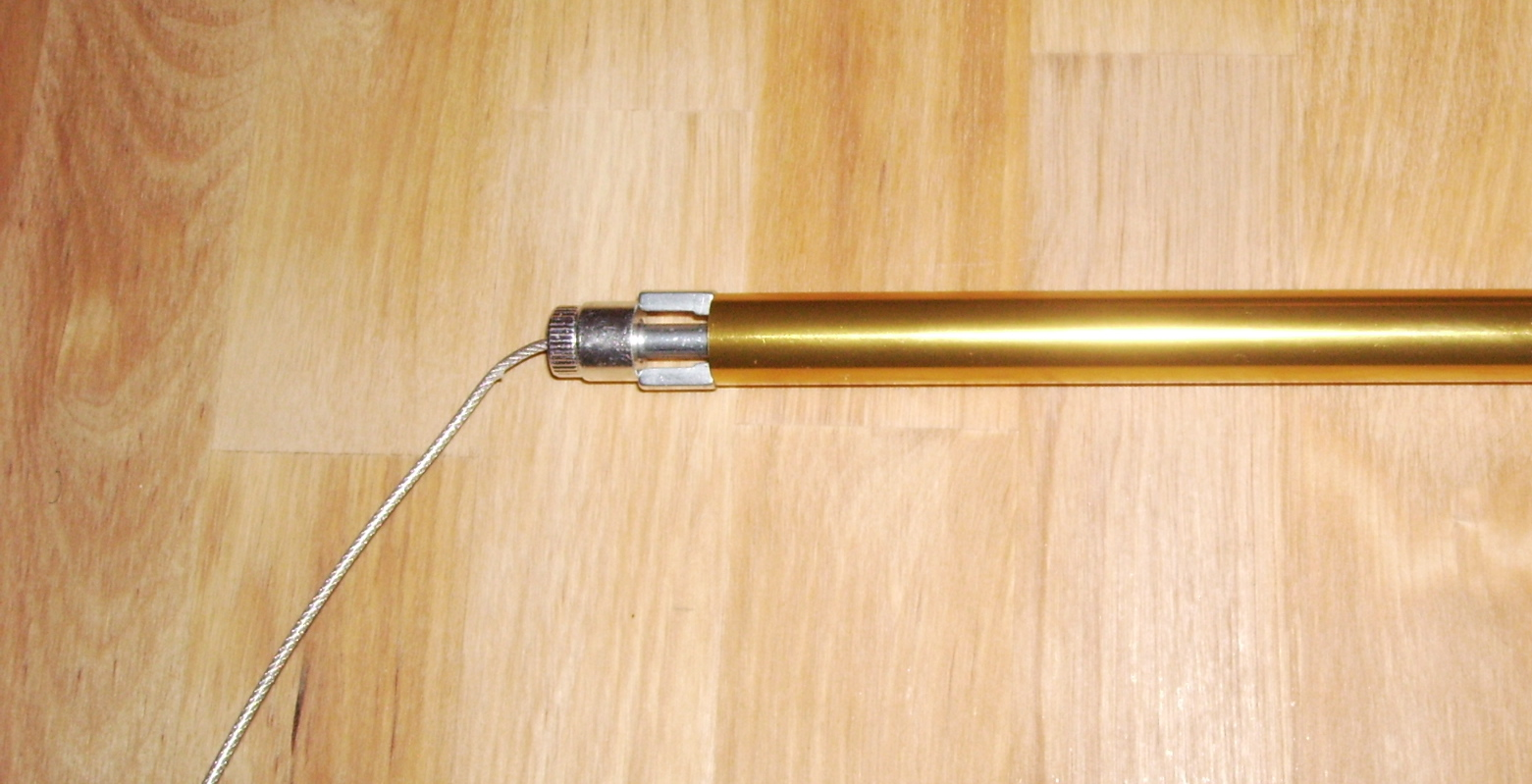
Lawinensonde, oberes Ende mit Fixierkordel

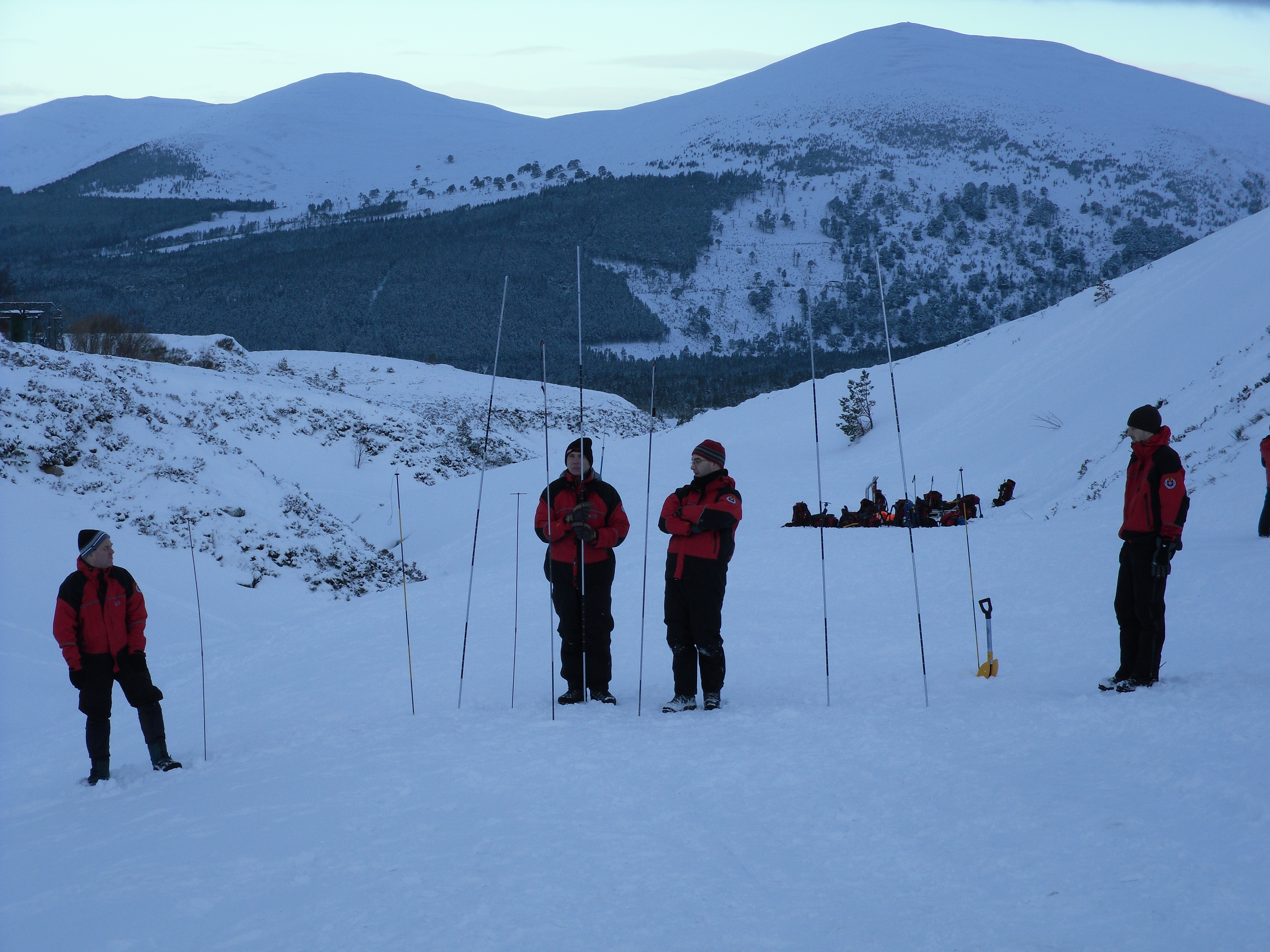
Bergretter mit Lawinensonden

Eine Lawinensonde dient der Ortung eines verschütteten Opfers im Lawinenkegel. Sie gehört zusammen mit LVS-Gerät und Lawinenschaufel zur Standardausrüstung jedes Skitourengehers, Freeriders oder Bergretters.
Sofern man zuerst mit dem LVS-Gerät sucht, dient die Lawinensonde nur zur Feinortung des Opfers. Mit der Sonde lässt sich sowohl die Lage als auch die exakte Verschüttungstiefe feststellen. Vor allem bei spontanen Lawinenabgängen in Skigebieten oder bei Verschütteten ohne LVS kommt die Lawinensonde zum Einsatz. In solchen Situationen werden Suchtrupps aufgeboten, die in kurzen Abständen rasterartig und geordnet den Lawinenkegel absuchen.
Bei der Suche wird die Lawinensonde normalerweise der Schwerkraft folgend soweit senkrecht in den Schnee gesteckt, bis man den Boden oder die Sondenlänge erreicht hat. Es gibt mehrere Suchstrategien für die Nahbereichssuche oder für größere Suchgruppen im Rahmen der organisierten Bergrettung. Etwas Geschick und Übung erfordert die Entscheidung, ob man einen Verschütteten lokalisiert hat oder nur auf natürliche Formen wie Schnee, Eisschichten (Harsch), Fels oder Erdboden gestoßen ist. Man orientiert sich an der Konsistenz des sondierten Materials (federnd, hart, haftend). In Zweifelsfällen sondiert man im Nahbereich weiter und beginnt mit der Ausgrabung.
Lawinensonden werden auch bei Backcountry-Freestyle-Abfahrten benutzt, um Landezonen vorsorglich auf versteckten Fels zu untersuchen.
Die Lawinensonde besteht aus mehreren Elementen, die meist durch eine Kordel miteinander verbunden sind. Wenn man an dieser Kordel zieht, stecken sich die Elemente rasch ineinander. Nun muss man die zusammengesetzte Sonde noch fixieren und schon ist sie einsatzbereit. Dieses System ermöglicht, dass man die Sonde im Ernstfall sehr schnell zusammengesetzt hat und nicht etwa Einzelteile mit sich herumtragen muss. Der Sondierende sollte Handschuhe tragen, damit sich die Sonde nicht erwärmt und dadurch Schnee bzw. Eis haften bleiben und das Sondieren erschweren.
Üblicherweise werden Lawinensonden aus Aluminium, Titan oder Karbon hergestellt. Somit sind Sonden im Allgemeinen sehr leicht und flexibel. Auf den Elementen ist ein Maßstab aufgezeichnet, damit man die Verschüttetentiefe einschätzen kann. Eine Sonde ist üblicherweise zwischen 2 und 4 Meter lang und ungefähr 200 Gramm schwer. Der Bergrettungsdienst benutzt auch schwerere Lawinensonden mit zusammenschraubbaren Stahlsegmenten.
Neben klassischen Lawinensonden gibt es auch Sonden mit integrierter Elektronik, welche eine akustische und optische Trefferanzeige haben, sowie kompatible gefundene LVS-Geräte in den Ruhemodus (Sleep Mode) versetzten können, was bei Mehrfachverschüttungen erhebliche Vorteile bringen kann.